# Darren Sproles
Darren Lee Sproles (* 20. Juni 1983 in Waterloo, Iowa) ist ein ehemaliger US-amerikanischer American-Football-Spieler auf der Position des Runningbacks bzw. des Return Specialists. Er spielte zuletzt in der National Football League (NFL) für die Philadelphia Eagles, mit denen er auch den Super Bowl LII gewinnen konnte. Er hält mehrere Individualrekorde in der National Football League und war auch bei den San Diego Chargers  und den New Orleans Saints unter Vertrag.

## College
Sproles, in seiner Jugend auch ein talentierter und erfolgreicher Leichtathlet, besuchte die Kansas State University und spielte für deren Mannschaft, die Wildcats, zwischen 2001 und 2004 als Runningback erfolgreich College Football. Er konnte insgesamt 4.979 Yards erlaufen und 45 Touchdowns erzielen und hält bis heute 23 Schulrekorde.

## NFL

### San Diego Chargers
Sproles wurde beim NFL Draft 2005 in der 4. Runde als insgesamt 130. Spieler von den San Diego Chargers ausgewählt. Bereits in seiner Rookie-Saison kam er in 15 Spielen zum Einsatz, erhielt aber als dritter Runningback hinter den beiden Stars LaDainian Tomlinson und Michael Turner nur wenig Spielzeit. Wesentlich öfter und mit deutlich besseren Leistungen wurde er als Return Specialist eingesetzt.
Wegen einer Fraktur des Sprunggelenks musste er die gesamte Spielzeit 2006 pausieren. 2007 gelangen ihm seine ersten beiden Touchdowns, und zwar aus einem Kickoff Return und einem Punt Return. Er war der erste Spieler überhaupt, dem dies gelang.
Auch in den folgenden Saisons zeigte er vor allem als Return Specialist herausragende Leistungen und konnte so jeweils weit über 1000 Yards erlaufen. Schon 2009 wurde er als Special Teamer von Fans, Ex-Spielern und Medienvertretern zum 50-jährigen Jubiläum der Franchise ins San Diego Chargers 50th Anniversary Team gewählt.

### New Orleans Saints
2011 unterschrieb er bei den New Orleans Saints einen Vierjahresvertrag über 14 Millionen US-Dollar, bei garantierten 6 Millionen. Auch an seiner neuen Wirkungsstätte zeigte er konstant gute Leistungen, so konnte er 2011 den Rekord für die meisten Yards insgesamt in einer Saison auf 2.696 verbessern. 2012 stellte er mit 15 gefangenen Pässen in den Play-offs einen weiteren Rekord auf.

### Philadelphia Eagles
2014 wechselte Sproles im Tausch gegen einen Fünftrundenpick im NFL Draft 2014 zu den Philadelphia Eagles. Auch hier konnte Sproles sein hohes Niveau halten, und so wurde er 2014, 2015 und 2016 jeweils als Special Teamer bzw. als Runningback in den Pro Bowl berufen.
Im Juli 2016 verlängerte Sproles seinen Vertrag bis zum Ende der Saison 2017.
Am 24. September 2017 wurde Sproles mit einem Kreuzbandriss und einem gebrochenen Arm auf die Injured Reserve List gesetzt und fiel für den Rest der Saison 2017 aus. Auch 2018 spielte er verletzungsbedingt nur sechs Spiele. Im Juli 2019 unterschrieb Sproles bei den Eagles einen neuen Einjahresvertrag.
Als die Spielzeit 2019 für ihn verletzungsbedingt bereits im November zu Ende war, erklärte er am 21. Dezember 2019 seinen Rücktritt vom aktiven Sport.